# Yokohama Tire LPGA Classic
De Yokohama Tire LPGA Classic is een jaarlijks golftoernooi voor vrouwen, dat deel uitmaakt van de LPGA Tour. Het toernooi werd opgericht in 2007 als de Navistar LPGA Classic en vindt sindsdien plaats op de Capitol Hill Course en de Senator Course van de Robert Trent Jones Golf Trail in Prattville, Alabama.
Het toernooi wordt over vier dagen gespeeld in een strokeplay-formule en na de tweede dag wordt de cut toegepast.

## Geschiedenis
In 2007 werd het toernooi opgericht als de Navistar LPGA Classic, dat genoemd werd naar de hoofdsponsor Navistar International. De sponsor sloot een zesjarig contract af met de LPGA. In 2013 vond de LPGA geen nieuwe sponsor voor dit toernooi en werd geschrapt van de kalender. In 2014 werd Yokohama Tire Corporation hoofdsponsor van dit toernooi.

## Winnaressen
| Jaar                       | Winnares              | Score                 | Score                 | Info                                            |
| Navistar LPGA Classic      | Navistar LPGA Classic | Navistar LPGA Classic | Navistar LPGA Classic | Navistar LPGA Classic                           |
| -------------------------- | --------------------- | --------------------- | --------------------- | ----------------------------------------------- |
| 2007                       | Maria Hjorth          | 274                   | –14                   |                                                 |
| 2008                       | Lorena Ochoa po       | 273                   | –15                   | Won de play-off van Candie Kung en Cristie Kerr |
| 2009                       | Lorena Ochoa          | 270                   | –18                   |                                                 |
| 2010                       | Katherine Hull        | 269                   | –19                   |                                                 |
| 2011                       | Lexi Thompson         | 271                   | –17                   |                                                 |
| 2012                       | Stacy Lewis           | 270                   | –18                   |                                                 |
| 2013                       | Geen toernooi         | Geen toernooi         | Geen toernooi         | Geen toernooi                                   |
| Yokohama Tire LPGA Classic |                       |                       |                       |                                                 |
| 2014                       | Mi Jung Hur           | 267                   | –21                   |                                                 |

| Toernooirecord |  | po = winnares na play-off |